# Philippe de Golbéry
Marie-Philippe-Aime de Golbéry (1786-1854) fue un filólogo, político, jurista, escritor y anticuario nacido en Francia, miembro de la Academia de Ciencias de Toulouse, de la Sociedad Real de Anticuarios de Francia, de Normandía, de la Sociedad de Anticuarios de Turingia y de otras sociedades eruditas francesas y extranjeras.

## Biografía
Golbéry fue un filólogo y anticuario nacido en Colmar, Alsacia, miembro de la legión de honor y sobrino del viajero del mimo nombre, y su padre fue uno de los miembros más distinguidos del Consejo Soberano de Alsacia.
Golbéry, después de estudiar en diversas universidades de Alemania, fue a París a terminarlos en la escuela de derecho, y fue nombrado procurador imperial, y con este cargo organiza la justicia de diversos municipios de la Holanda y Hannover.
Golbéry, a su regreso a Francia, cumplió en Colmar las mismas funciones que ejercía en Holanda, y las conmociones que trajeron las dos Restauraciones, no tuvieron influencia en su destino, y reapareció durante algún tiempo como abogado y bajo el ministerio de Hercule de Serre (1776-1824), abogado de Metz,  nombrado primer presidente de la Corte Imperial de Hamburgo por Napoleón Bonaparte, más tarde procurador imperial de Colmar, primer presidente con el restablecimiento de los Borbones hasta 20 de marzo de 1815 y con la segunda Restauración diputado por el departamento de Alto Rin, y en 1818 ministro de justicia, Golbéry recuperó la magistratura del lugar de sus padres, como consejero en la Corte Real de Colmar.  
Durante el ejercicio de sus funciones públicas Golbéry había detenido el estudio de antigüedades, retomando su estudio posteriormente, y en 1821 refuta una opinión sobre los galos y las villas,  de Adolphe Dureau de la Malle (1777-1857), poeta, arqueólogo y geógrafo, autor de entre otras obras de las siguientes: Argelia, Boston, 2006; Economía política de los romanos, Napoli, Jovene, 1986, 4 vols.; Cártago, París, 1844; Poliorcética de los antiguos, París, 1819, y al año siguiente escribe unas Memoria sobre las antiguas fortificaciones de Vosgos o el examen  de los pueblos que en tiempo de Julio César se establecieron en la Alta Alsacia, sosteniendo que la Alta Alsacia formaba parte de los sécuanos, y más tarde cuando Ariovisto fue llamado para ayudar a los sécuanos, le dieron parte de la Alta Alsacia o la de habla alemana, y que las fortificaciones de los Vosgos (departamento) convenían a la citada delimitación y sus construcciones son celtas, y la Alta Alsacia formaba parte de la Pequeña Germania, la Germania Cisrhenani.
Continuando con sus trabajos arqueológicos, Golbéry, proporcionó al Instituto de Francia de numerosas Memorias, sobre todo sobre las vías romanas, recibiendo en 1824 la primera medalla, y deja escrita  en 1828, en 2 vols., una gran obra junto a Johann Gottfried Schweighaeuser (1776-1844), profesor adjunto de la facultad de letras de la Academia Real de Estrasburgo,  titulada Antigüedades de la Alsacia, y en 1826, imprime en la Biblioteca de los clásicos latinos, de Nicolas-Eloy Lemaire (1767-1832), profesor de poesía latina en la facultad de letras de París, autor en 19 vols. de la obra de Cicerón y en 7 vols. de Poetas latinos menores, 1824-26., un Comentario latino sobre Tibulo, y gana un premio en la Academia de Toulouse con una Memoria sobre Estado de los galos antes de la entrada de los romanos.
Posteriormente, Golbéry, realiza un viaje a Suiza y a Lombardía, y pone el texto a las litografías de Villenuve, y en 1828 publica en francés la obra traducida del alemán del citado Schweighaeuser Historia de la antigüedad, 3 vols., y en 1829 publica la Historia romana del historiador alemán Barthold George Niebuhr (1776-1831) y en 1831 Reseña histórica sobre la vida y las obras de B.G. Niebuhr, escribiendo también sobre Suetonio y dejó varios discursos.

## Obra
- Les villes de les gaules rasées par M.J.A. Dulaure et rebaties par P.A. de Golbéry, París, 1821.
- Caius Julius Caesar ad codices parisinos, París, 1822.
- Mémoire sur quelques anciennes fortifications des Vosges,..., Estrasburgo, 1823.
- Mémoires et dissertations sur les antiquites nationales et étrangeres, París, 1823.
- Albii Tibulli quqe supersunt omnia opera, París, 1826.
- Defense de Tibulle,..., París, 1826.
- Lettres sur la Suisse:..., Suiza, tIpografías, 1823-27.
- Antiquites de l'Alsace, París, 1828.
- Histoire romaine de M.B.G. Niebuhr, París, 1830.
- Suétone, 1830.
- Notice historique sur la vie et les ouvrages de B.G. Nieburh, Estrasburgo, 1831.
- Indications biographiques,..., Colmar, 1833.
- Euvres completes de Ciceron, París, 1835. (La edición 1866-74, en 20 vol.)
- Notice sur Ciceron, París, 1835.
- Historia de la Suiza y Tirol, Barcelona, Guardia Nacional, 1839.
- Notice sur la vie et travaux de Jean Gottfried Schweighhaeuser, París, 1849.
- De constitutione dotis:..., Estrasburgo, 1868.
- Commentaires sur la guerre des Gaules, París, 1963.
- Histoire universelle de l'antiquite, Nabu Press, 2012.
- Coup d'oeil sur l'histoire et les antiquites du departament du Haut-Rhin
- Papyrus genethliaques:....
- Lettre a Mr. Matter sur le camp romain de Meissien
- Notice sur C. Suetone